# دونا لويس
دونا لويس (بالإنجليزية: Donna Lewis) (و. 1973  م) هي مغنية، وكاتبة غنائية، ومنتجة أسطوانات بريطانية، ولدت في كارديف، تستخدم آلات بيانو.

## التعليم
تعلمت في Royal Welsh College of Music & Drama ‏.

## وصلات خارجية
- دونا لويس على موقع IMDb (الإنجليزية)
- دونا لويس على موقع ميوزك برينز (الإنجليزية)
- دونا لويس على موقع أول ميوزيك (الإنجليزية)
- دونا لويس على موقع ديسكوغز (الإنجليزية)
- دونا لويس على موقع قاعدة بيانات الفيلم (الإنجليزية)

- دونا لويس في قاعدة بيانات الأفلام على الإنترنت